# Енрюм
Енрюм (нід. Eenrum, нід. вимова: [ˈeːnrʏm]) — село в нідерландській провінції Гронінген. Входить до муніципалітету Гет-Гогеланд.
Його площа становить 0,72км².
Перші згадки про населений пункт датується 10-11 сторіччями.
До 1990 року мало статус окремого муніципалітету.

## Галерея

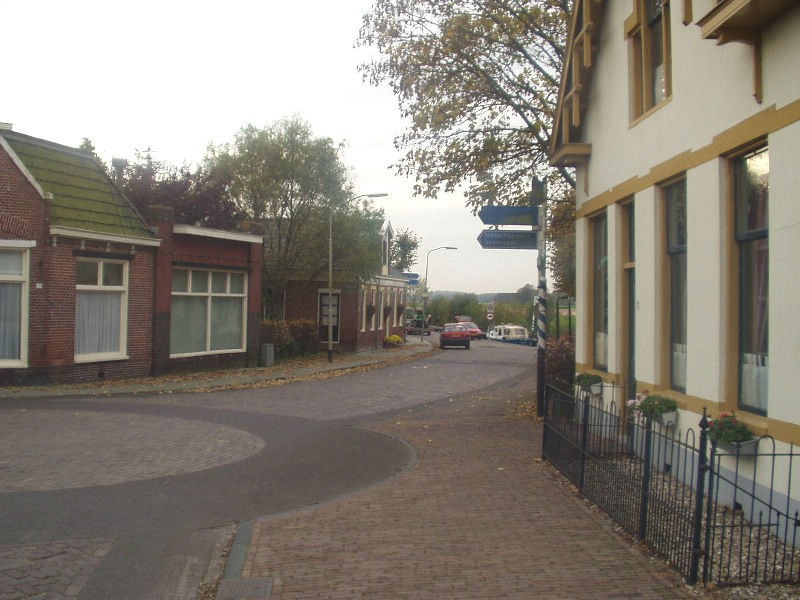
Сільська вулиця
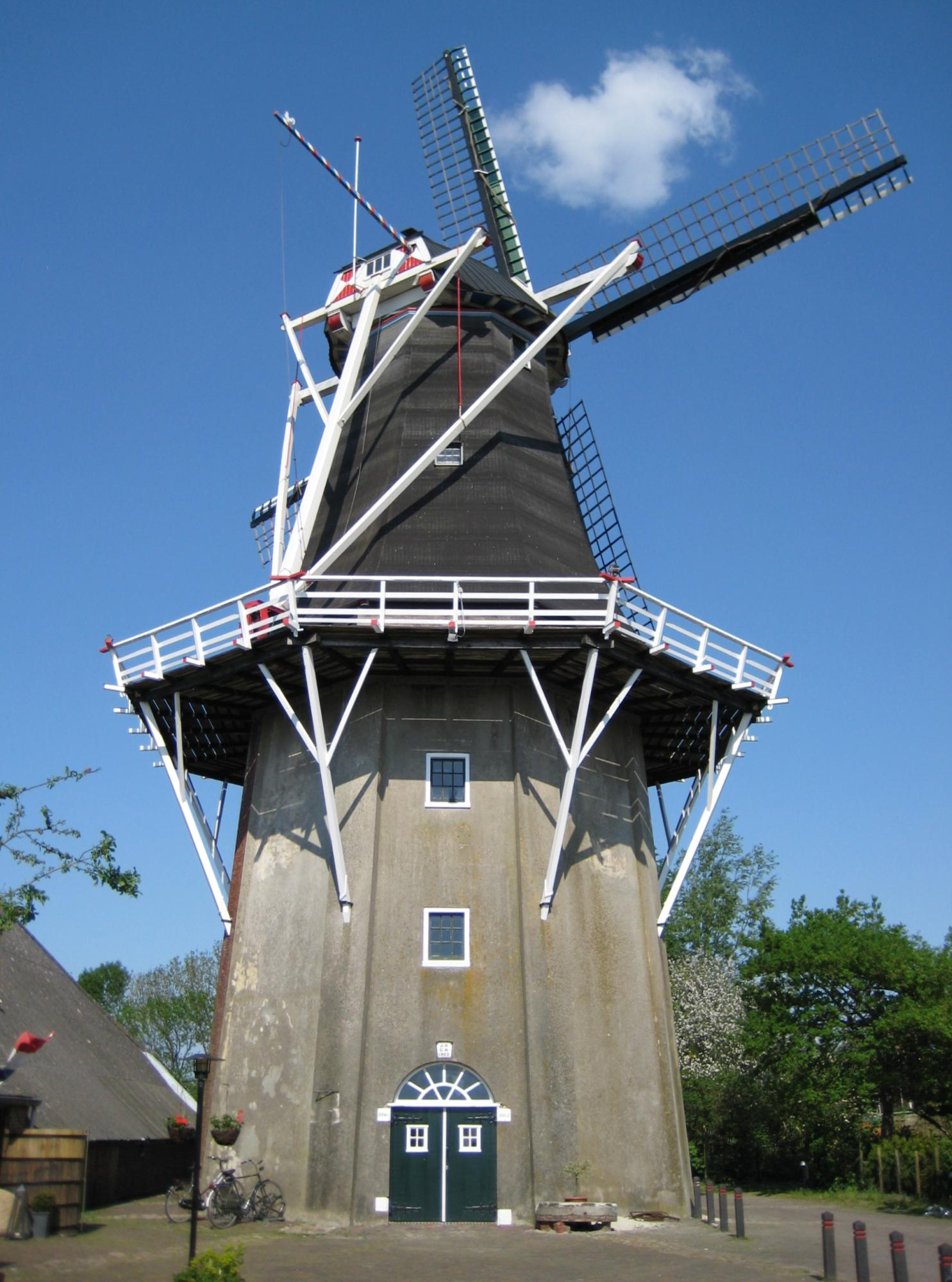
Вітряк De Lelie
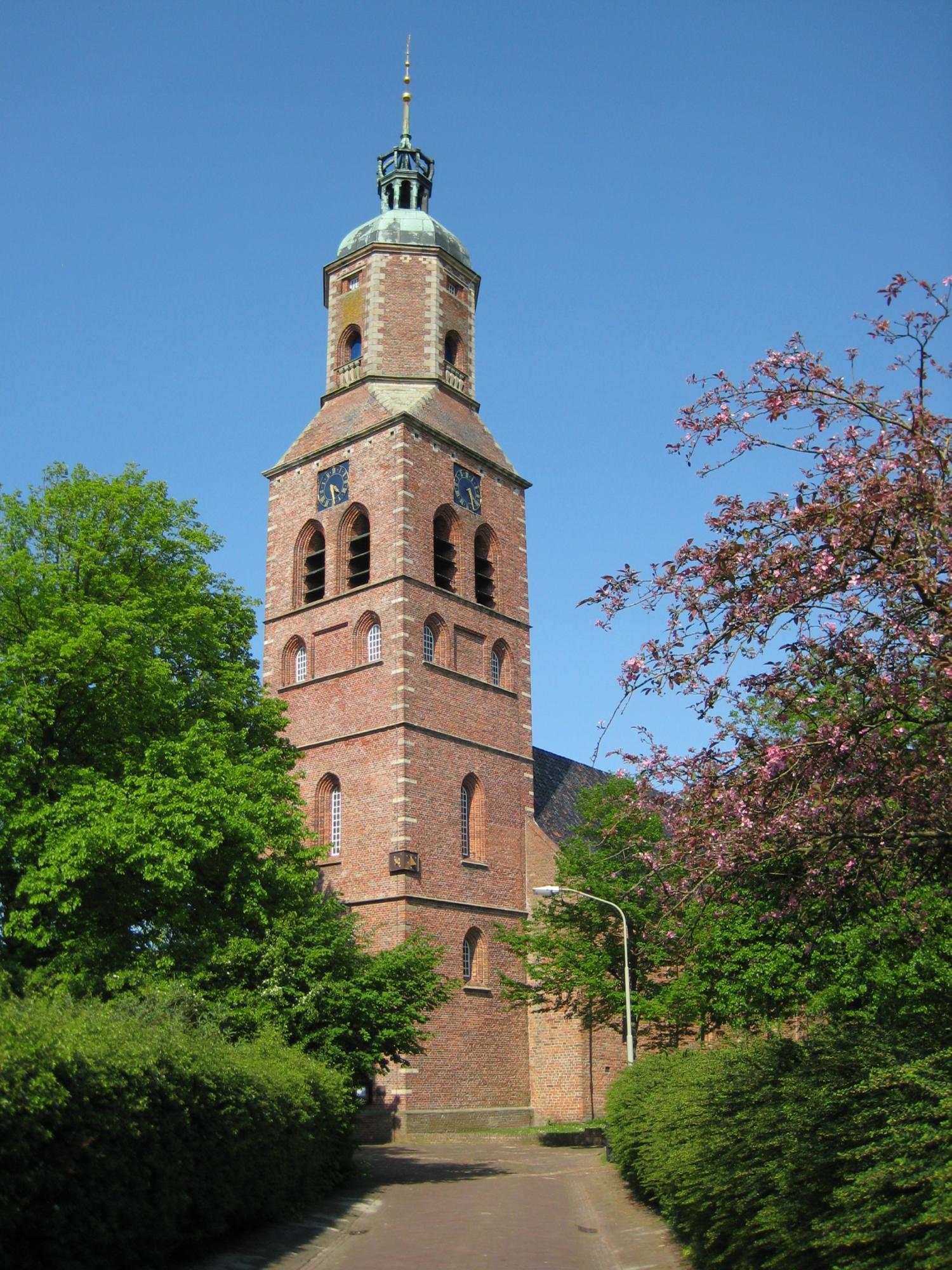
Церква у селі
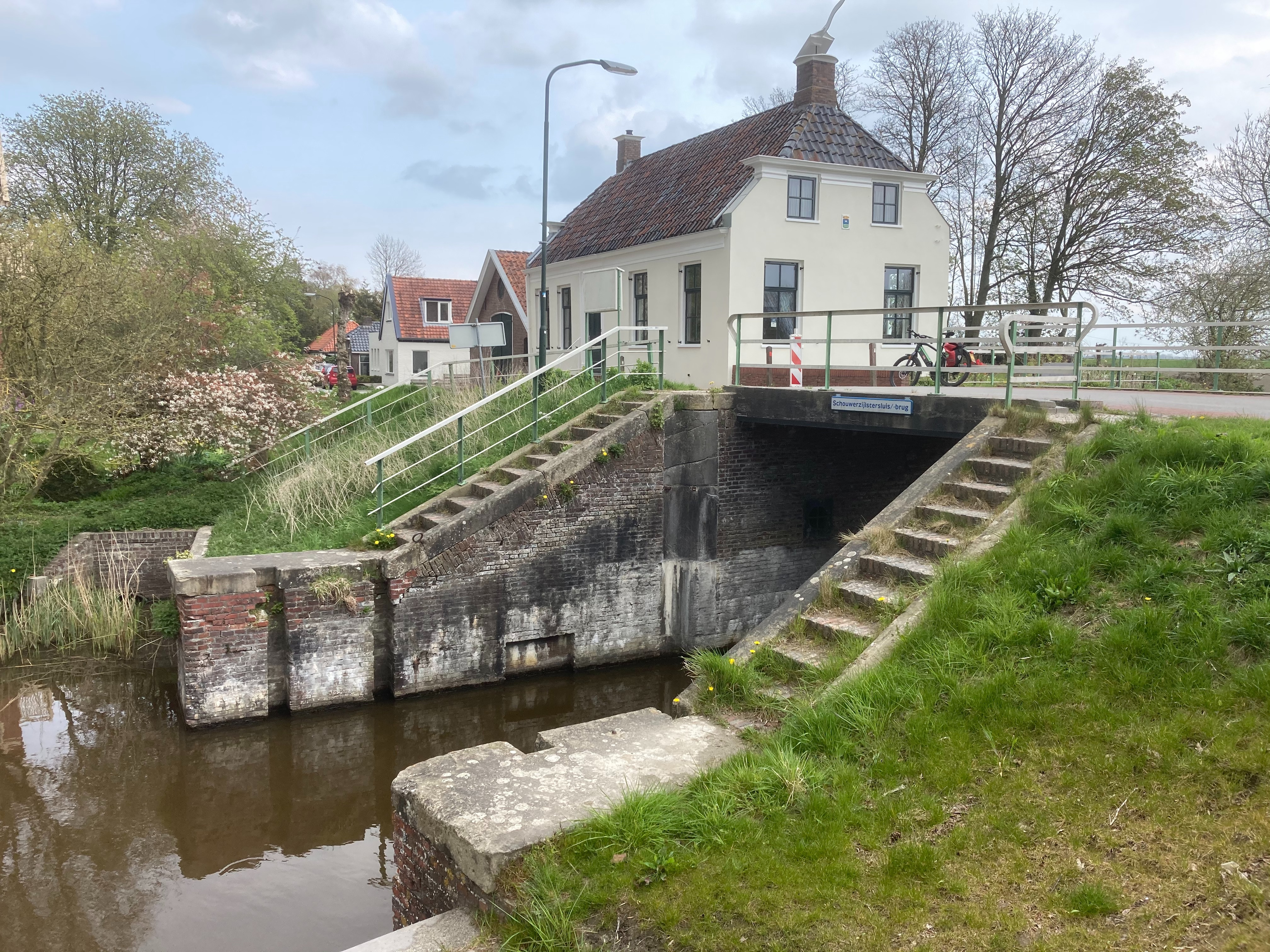
Шлюз